# Teodor Anagnostes
Teodor Anagnostes, en llatí Theodorus Anagnostes, en grec antic Θεόδωρος Ἀναγνώστης, fou un historiador eclesiàstic romà d'Orient, que suposadament va viure al regnat de Justí I o Justinià I. De la seva vida només se sap que fou lector de l'església de Constantinoble, i segons l'enciclopèdia Suides, de la gran església de Santa Sofia.
Segons Suides la seva obra anava fins al regnat de Justinià i encara que dels fragments coneguts cap arriba més enllà del començament del regnat de Justí, la informació és probablement correcta. Apareix citat per Joan Damascè i per Teòfanes Isàuric, i a les actes del II Concili de Nicea (VII Concili Ecumènic) al segle viii.
Va escriure dues obres incloses sovint en un sol títol (Ἐκκλησιαστικὴ Ἱστορια, Historia Ecclesiastica) però realment format per dos libres consecutius cronològicament sobre el mateix tema:
- 1. Ἐκλογὴ ἐκ τῶν ἐκκλησιαστικῶν ἱστοριῶν, Selecta ex Historiis Ecclesiasticis, període entre Constantí el Gran i Teodosi II, una obra recopilada principalment d'Hèrmies Sozomen.
- 2. Ἐκκλησιαστικὴ ἱστορία, Historia Ecclesiastica, entre Teodosi II i Justinià.[1]